# 傅岐
傅岐（？—549年），字景平，北地靈州人，南北朝南梁官員。是劉宋太常傅弘仁的後裔，祖父南齊益州刺史傅琰，父親則是南梁驃騎諮議傅翽。

## 生平
傅岐最初是國子學的明經生，從南康王蕭宏的常侍起家，遷任行參軍，兼尚書金部郎。母親逝世，傅岐辭去官職服喪，克盡禮儀；服喪完畢後，因病不能做事。當時朝廷建立北郊壇，命令他監督建造工程，事成後除授如新縣令。縣內有民眾互相相毆鬥至死，死者家人向郡府告發，郡府記錄死者仇人，拷打用刑後也承認殺人，於是郡府移送該人囚禁在如新縣的監獄。傅岐即時命令脫去那人的枷鎖，和顏悅色地問他，就立刻坦白服罪；殺人依法填命，適逢冬節來臨，他釋放那人回家，讓他過節後一天回到監獄。曹掾爭辯說：「古代有這樣的事，但現在不可行。」傅岐說：「他失信的話，只有縣令連坐，你不用擔心。」最後那人如期回來，太守十分感嘆詫異，迅速告訴朝廷。傅岐離任縣令時，縣內居民不分老少送他出境，啼號聲音數十里外也聽得到。至建康，除授廷尉正，入朝兼任中書通事舍人，遷寧遠岳陽王蕭詧的記室參軍，仍然任職舍人。外任建康縣令，因公事免任；很快恢復舍人工作，累遷安西中記室、鎮南諮議參軍，仍然兼官舍人。
傅岐的容貌和舉止都很漂亮，廣泛閱讀能夠對答，大同年間南梁和北魏和親，北魏的使節年中來到，朝廷經常派遣他迎接。太清元年（547年），累遷太僕卿、司農卿，依然兼任舍人。傅岐在皇宫十多年，知道的機要事務僅次於朱异。當年冬天，豫州刺史、貞陽侯蕭淵明率兵攻伐彭城，兵敗被北魏俘虜。次年（548年），蕭淵明派使者回來，轉述北魏人打算通和，朝廷命令相關機關和親近的大臣商議。左衛朱异說：「高澄的意思肯定是想繼續和好，之前和親沒有差錯；邊境寧靜，這是有利的。」一同商議的人都認同，唯獨傅岐說：「高澄既然掌權，其勢力不弱，為何需要議和？這一定是圈套，故意叫貞陽侯派使者，令侯景懷疑以貞陽侯交換自己；侯景感到不安，必定試圖叛亂，若果准許高澄通好，就會中計。而且彭城去年才打敗仗，渦陽最近也敗退，這樣議和，明顯顯示國家積弱，我認為千萬不要議和。」朱异等人堅持，因此梁武帝聽從朱异的決議。到派遣和使時，侯景果然懷疑，多次請奏追回使者，到八月終於舉兵造反。十月，侯景攻打建康，請求誅殺朱异。
太清三年（549年），他轉職中領軍，依然兼任舍人。二月，侯景在京城前上表，請求割據江右四州，安置部下，此後解圍回鎮，武帝准許。於是在城西立盟，懇請宣城王蕭大器出門送行。傅岐堅持宣城王是嫡嗣，不宜批准，派遣石城公蕭大款相送。盟約完成，城中文武大臣都很高興，希望得到解圍。他只是對眾人說：「逆賊舉兵，不成功就求和，敵人喪盡天良，不可以相信，這次和約一定會撕破。」眾人都抱怨怪責他；其後侯景違約，各人都佩服傅岐的見識。不久朝廷下詔以他勤勞，封為南豊縣侯，食邑五百戶，他辭讓不接受。建康失守，他帶病突破敵軍圍困，在家中去世。

## 家族
- 五世祖劉宋太常卿傅弘仁[3]
- 高祖父劉宋員外散騎侍郎傅劭[3]
- 曾祖父劉宋山陰令傅僧祐[3]
- 祖父南齊益州刺史傅琰[2][3]
- 父親南梁驃騎諮議傅翽[2][3]

## 引用
1. ↑  《梁書·武帝紀下》：〔三月〕壬午，新除中領軍傅岐卒。
2. 1 2 3 4  《梁書·卷四十二·列傳第三十六》：傅岐字景平，北地靈州人也。高祖弘仁，宋太常。祖琰，齊世爲山陰令，有治能，自縣擢爲益州刺史。父翽，天監中，歷山陰、建康令，亦有能名，官至驃騎諮議。
3. 1 2 3 4 5 6 7  《南史·卷七十·列傳第六十》：傅琰字季珪，北地靈州人也。曾祖弘仁，宋武帝之外弟，以中表曆顯官，位太常卿。祖劭字彥先，員外散騎侍郎。父僧佑，山陰令，有能名。……琰子翽……翽天監中為建康令，復有能名，位驃騎諮議。……子岐。
4. ↑  《梁書·卷四十二·列傳第三十六》：岐初爲國子明經生，起家南康王宏常侍，遷行參軍，兼尚書金部郎。母憂去職，居喪盡禮。服闋後，疾廢久之。是時改創北郊壇，初起岐監知繕築，事畢，除如新令。縣民有因鬬相毆而死者，死家訴郡，郡錄其仇人，考掠備至，終不引咎，郡乃移獄於縣。岐卽命脫械，以和言問之，便卽首服。法當償死，會冬節至，岐乃放其還家，使過節一日復獄。曹掾固爭曰：「古者乃有此，於今不可行。」岐曰：「其若負信，縣令當坐，主者勿憂。」竟如期而反。太守深相歎異，遽以狀聞。岐後去縣，民無老小，皆出境拜送，啼號之聲，聞於數十里。至都，除廷尉正，入兼中書通事舍人，遷寧遠岳陽王記室參軍，舍人如故。出爲建康令，以公事免。俄復爲舍人，累遷安西中記室、鎮南諮議參軍，兼舍人如故。
5. ↑  《南史·卷七十·列傳第六十》：岐字景平，仕梁起家南康王左常侍，後兼尚書金部郎，母憂去職，居喪盡禮。服闋後疾廢久之，復除始新令。縣人有因鬥相毆而死，死家訴郡，郡錄其仇人，考掠備至，終不引咎。郡乃移獄於縣，岐即令脫械，以和言問之，便即首服。法當償死，會冬節至，岐乃放其還家。獄曹掾固爭曰：「古者有此，今不可行。」岐曰：「其若負信，縣令當坐。」竟如期而反。太守深相歎異，遽以狀聞。岐後去縣，人無老少皆出境拜送，號哭聞數十里。至都，除廷尉正，入兼中書通事舍人，累遷安西中記室，兼舍人如故。
6. ↑  《梁書·卷四十二·列傳第三十六》：岐美容止，博涉能占對。大同中，與魏和親，其使歲中再至，常遣岐接對焉。太清元年，累遷太僕、司農卿，舍人如故。在禁省十餘年，機事密勿亞於朱异。此年冬，豫州刺史貞陽侯蕭淵明率衆伐彭城，兵敗陷魏。二年，淵明遣使還，述魏人欲更通和好，敕有司及近臣定議。左衛朱异曰：「高澄此意，當復欲繼好，不爽前和；邊境且得靜寇息民，於事爲便。」議者並然之。岐獨曰：「高澄旣新得志，其勢非弱，何事須和？此必是設間，故令貞陽遣使，令侯景自疑當以貞陽易景。景意不安，必圖禍亂。今若許澄通好，正是墮其計中。且彭城去歲喪師，渦陽新復敗退，令便就和，益示國家之弱。若如愚意，此和宜不可許。」朱异等固執，高祖遂從异議。及遣和使，侯景果有此疑，累啟請追使，敕但依違報之。至八月，遂舉兵反。十月，入寇京師，請誅朱异。
7. ↑  《南史·卷七十·列傳第六十》：岐美容止，博涉能占對。大同中與魏和親，其使歲中再至，常遣岐接對焉。太清元年，累遷太僕，司農卿，舍人如故。岐在禁省十餘年，機事密勿，亞于朱异。此年冬，貞陽侯蕭明伐彭城，兵敗，囚于魏。二年，明遣使還述魏欲通和好，敕有司及近臣定議。左衛朱异曰：「邊境且得靜寇息人，於事為便。」議者並然之。岐獨曰：「高澄既新得志，何事須和？必是設間，故令貞陽遣使，令侯景自疑，當以貞陽易景，景意不安，必圖禍亂。若許通好，政是墮其計中。且彭城去歲喪師，渦陽復新敗退，今使就和，益示國家之弱。和不可許。」异等固執，帝遂從之。及遣使，景果有此疑，遂舉兵入寇，請誅朱异。
8. ↑  《梁書·卷四十二·列傳第三十六》：三年，遷中領軍，舍人如故。二月，景于闕前通表，乞割江右四州，安其部下，當解圍還鎮，敕許之。乃於城西立盟，求遣宣城王出送。岐固執宣城嫡嗣之重，不宜許，遣石城公大款送之。及與景盟訖，城中文武喜躍，望得解圍。岐獨言於衆曰：「賊舉兵爲逆，未遂求和，夷情獸心，必不可信，此和終爲賊所詐也。」衆並怨怪之。及景背盟，莫不嘆服。尋有詔，以岐勤勞，封南豊縣侯，邑五百戶，固辭不受。宮城失守，岐帶疾出圍，卒於宅。
9. ↑  《南史·卷七十·列傳第六十》：三年，遷中領軍，舍人如故。二月，侯景于闕前通表，乞割江右四州安置部下，當解圍還鎮。敕許之，乃於城西立盟。求遣召宣城王出送。岐固執宣城王嫡嗣之重，不宜許之。乃遣石城公大款送之。及與景盟訖，城中文武喜躍，冀得解圍。岐獨言於眾曰：「賊舉兵為逆，豈有求和。」及景背盟，莫不嘆服。尋有詔，以岐勤勞，封南豐縣侯。固辭不受。宮城失守，岐帶疾出圍，卒於宅。

## 延伸阅读
[在维基数据编辑]
 《梁書·卷42》，出自姚思廉《梁書》